# بلوار میرداماد

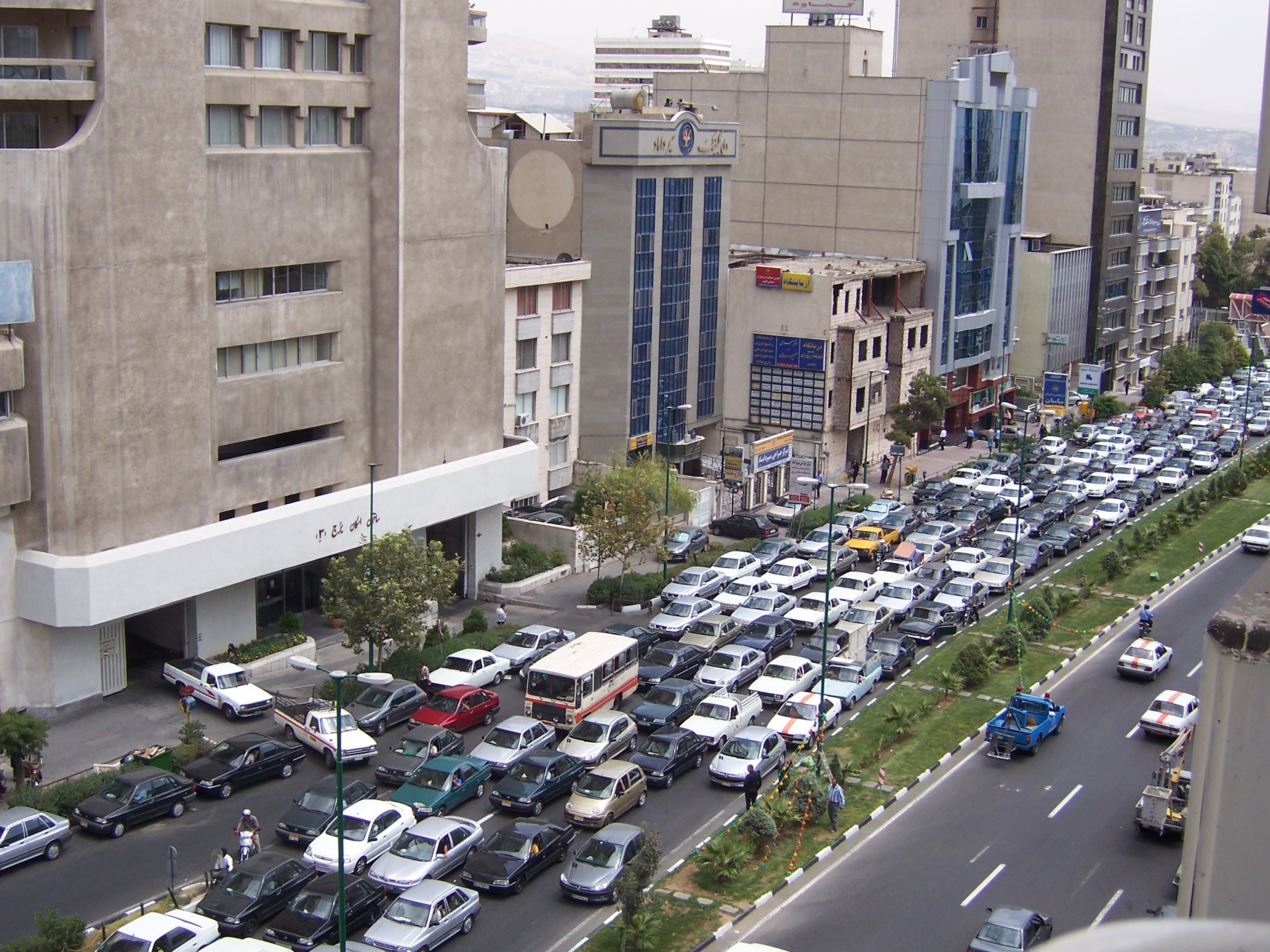
آغاز خیابان میرداماد از سمت خیابان ولی‌عصر از بالای مجتمع کامپیوتر پایتخت. بخش پائینی یکی از برج‌های ساختمان اسکان در سمت چپ تصویر دیده می‌شود.

بلوار میرداماد که خیابان میرداماد نیز نامیده می‌شود، یکی از معابر شریانی شهر تهران است که در محله داودیه و در منطقه ۳ شهرداری تهران واقع شده‌است.
بلوار میرداماد از سوی شرق به خیابان شریعتی (کوروش کبیر یا جاده قدیم شمیران پیشین) و از سوی غرب به خیابان ولی‌عصر (پهلوی پیشین) منتهی می‌شود. راه‌های اصلی متقاطع با این خیابان عبارتند از بزرگراه آفریقا (جردن)، بزرگراه مدرس و خیابان مصدق (نفت پیشین). بلوار میرداماد در بخش شرقی خود از میدانی به نام میدان مادر (محسنی) می‌گذرد. در تقاطع بزرگراه مدرس و بلوار میرداماد بخشی از این خیابان از پلی روگذر به نام پل میرداماد می‌گذرد.
این بلوار به نام میر برهان‌الدین محمدباقر استرآبادی معروف به میرداماد، فیلسوف و فقیه دوره صفویان و از ارکان مکتب فلسفی اصفهان نام‌گذاری شده‌است. نام پیشین آن، بلوار ششم بهمن و بلوار پهلوی بوده و از جمله مسیرهایی به‌شمار می‌رفته که آبادی‌هایی چون چالهرز، دروس و ضرابخانه را به روستاي ونک متصل می‌ساخته‌است.

## اماکن مهم

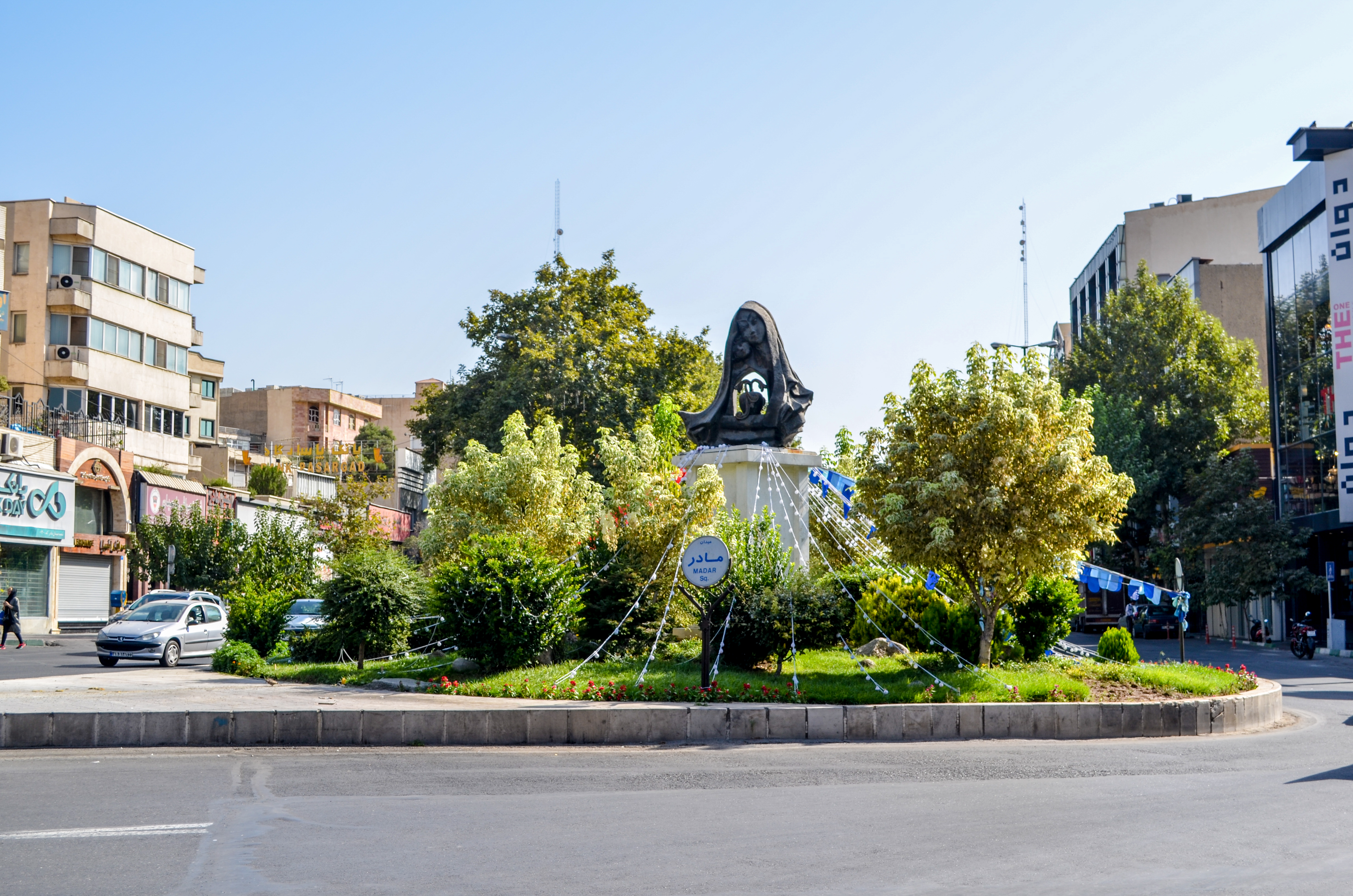
میدان مادر (محسنی)، تنها میدان بلوار میرداماد

اماکن مهم در راستای خیابان میرداماد از غرب به شرق:
- ساختمان‌های مسکونی اِسکان
- مجتمع کامپیوتر پایتخت
- شرکت ژاپنی ماروبنی ایران
- دانشگاه خواجه نصیر
- شرکت نفت پارس
- روزنامه اطلاعات
- روزنامه جام جم
- مجموعه ورزشی رضایی مجد
- مجموعه ورزشی قصر موج
- ساختمان بانک مرکزی ایران
- سازمان املاک و مستغلات شهرداری
- مسجد الغدیر
- اداره امور اقتصادی و دارایی تهران
- دانشکده علوم توانبخشی دانشگاه علوم پزشکی تهران
- شرکت مدیریت پروژه‌های نیروگاهی ایران (مپنا)
- مجتمع فنی تهران
- موسسه زبان آریان پور
- مجتمع تجاری اداری رز میرداماد

## دسترسی
برای دسترسی به خیابان میرداماد می‌توان از ایستگاه مترو میرداماد استفاده کرد. هم‌چنین، اتوبوس‌های بی‌آرتیِ مسیر تجریش به میدان راه‌آهن و برعکس، در خیابان ولی‌عصر روبه‌روی بلوار میرداماد در ایستگاه میرداماد می‌ایستند.

## بازتاب در هنر و ادبیات
بلوار میرداماد موضوع شعری با همین نام از محمدعلی سپانلو گردیده‌است. بر اساس همان شعر نیز ترانه‌ای به خوانندگی شهرزاد سپانلو و آهنگسازی فرزین فرهادی ساخته شد.